# Cylindromyia bicolor
Espèce
Cylindromyia bicolor est une espèce d'insectes diptères de la famille des Tachinidae dont les larves parasitent des punaises de la famille des Pentatomidae.

## Systématique
Le nom valide complet (avec auteur) de ce taxon est Cylindromyia bicolor (Olivier, 1811).
L'espèce a été initialement classée dans le genre Ocyptera sous le protonyme Ocyptera bicolor Olivier, 1811.
Cylindromyia bicolor a pour synonymes :
- Ocyptera bicolor Olivier, 1811
- Ocyptera coccinea Meigen, 1824
- Ocyptera pentatomae Robineau-Desvoidy, 1830